# NGC 660
NGC 660 é uma galáxia espiral barrada (SBa/PRG) localizada na direcção da constelação de Pisces. Possui uma declinação de +13° 38' 37" e uma ascensão recta de 1 horas, 43 minutos e 01,8 segundos.
A galáxia NGC 660 foi descoberta em 16 de Outubro de 1784 por William Herschel.